# Sulfattreiben
Sulfattreiben ist eine Schadreaktion, die Beton zerstört. Angreifende Sulfationen führen zur Bildung von voluminösen Reaktionsprodukten im Zementstein, sodass eine Sprengwirkung entsteht.

Durch Ettringittreiben geschädigte Kranbahnkonsole

Sulfationen können in Böden und Wässern, aber auch in Abgasen vorhanden sein und so einen äußeren Angriff auf den Beton verursachen. Zudem kann es zu einem inneren Angriff kommen, wenn der Beton Gesteinskörnungen enthält, die Sulfationen freisetzen können.
Beim Sulfattreiben kommt es zu einer Reaktion des im Zementstein enthaltenen Calciumaluminats und Calciumaluminathydrats mit Sulfationen. Andere aluminiumhaltige Phasen können ebenfalls reagieren. Als Reaktionsprodukt entsteht Ettringit.
Bei hohen Sulfatkonzentrationen kann es auch zur Bildung von Gips kommen. Dieser entsteht bei einer Reaktion der Sulfationen mit dem Hydratationsprodukt Portlandit.
Da Ettringit im Vergleich zu seinen Ausgangsstoffen ein um den Faktor 8 größeres Volumen besitzt, baut sich ein Kristallisationsdruck auf. Die Bildung von Gips ist ebenfalls mit einer Volumenvergrößerung verbunden.
Die Folge sind sehr große mechanische Spannungen, die zu Rissen und Abplatzungen führen und das Betongefüge vollständig zerstören können.
Bei einem äußeren Sulfatangriff wird die Schädigung des Betons durch die Rissbildung zusätzlich beschleunigt, da die Sulfationen aufgrund der geringeren Dichtigkeit der Oberfläche leichter in den Zementstein eindringen können.
Typisch für durch Sulfattreiben geschädigte Betonoberflächen sind Netzrisse.
Eine Möglichkeit, diese Schadreaktion zu unterbinden, ist die Verwendung spezieller Zemente mit hohem Sulfatwiderstand, die mit dem Zusatz SR gekennzeichnet sind.